# Holzhausen über Aar
Holzhausen über Aar gehört zur Gemeinde Hohenstein im südhessischen Rheingau-Taunus-Kreis.

## Geographie
Holzhausen liegt im westlichen Hintertaunus im Talschluss des Michelbachs, einem rechten östlichen Zufluss der Aar und am Übergang nach Süden in das Breithardter Tal etwa 20 km nördlich der Landeshauptstadt Wiesbaden. Nördlich von Holzhausen schließt sich die Gemeinde Aarbergen an.

## Geschichte
Die älteste Schreibweise des Ortsnamens ist Holthuse, die Ersterwähnung erfolgte im Jahr 1332.
Zur Unterscheidung von anderen Orten gleichen Namens wird noch „über Aar“, d. h. oberhalb der Aar gelegen, angefügt.
1876 eröffnete die jüdische Gemeinde des Ortes eine neue Synagoge (eingeschossiger Bau mit 25 m²) in der Festerbachstraße, die eine ältere ersetzte. 1937 wurde sie verkauft und darin befand sich bis in die 60er Jahre eine kleine Druckerei. 1974 wurde die Synagoge vom Besitzer abgebrochen.
Am 1. Juli 1972 bildete die bis dahin selbständige Gemeinde Holzhausen über Aar im Zuge der Gebietsreform in Hessen zusammen mit sechs weiteren Gemeinden auf freiwilliger Basis die neue Großgemeinde Hohenstein. Für Holzhausen wurde wie für die übrigen Ortsteile ein Ortsbezirk mit Ortsbeirat und Ortsvorsteher errichtet.

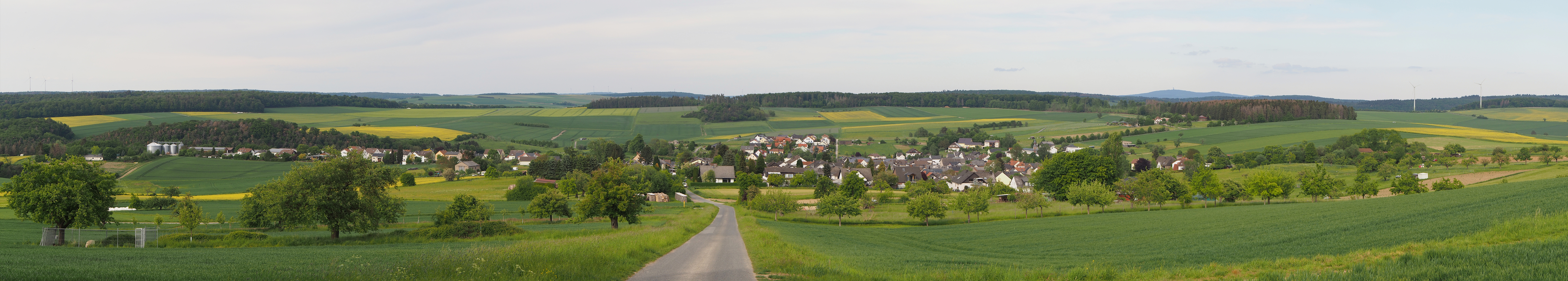
Panoramabild Holzhausens von Südwest

## Wappen
Am 19. Juni 1967 wurde der Gemeinde Holzhausen über Aar im damaligen Untertaunuskreis, Regierungsbezirk Wiesbaden, ein Wappen mit folgender Blasonierung verliehen: Im geteilten Schild oben in Blau wachsend ein goldengekrönter und -bewehrter, von Silber und Rot viermal geteilter Löwe, unten in Silber drei rote Kugeln.
Der obere Teil des Ortswappens zeigt den hessischen Löwen und die drei Kugeln unten sind stilisierte Äpfel, die auf den heiligen Nikolaus hinweisen sollen.

## Kultur und Sehenswürdigkeiten

### Bauwerke
Die 1451 gebaute evangelische Kirche ist im Chorraum gotisch, das Kirchenschiff mit dem charakteristischen Turm ist 1728 eingeweiht worden. Um das Jahr 1600 wird eine Schule erwähnt, das letzte Schulgebäude von 1865 dient jetzt der evangelischen Kirchengemeinde als Gemeindehaus und der Krankenpflegestation.
Anstelle des Kirchhofs um die Kirche herum wurde im Jahr 1879 der jetzige Friedhof außerhalb des Ortsbereiches angelegt.
Das Dorfgemeinschaftshaus wurde im Jahr 1965 eingeweiht. Der Kindergarten, erbaut im Jahr 1959, wurde 1970 erweitert. Im Jahr 2002 wurde der neu gebaute Kindergarten mit neugestaltetem Kinderspielplatz eingeweiht.

### Sport und Vereine

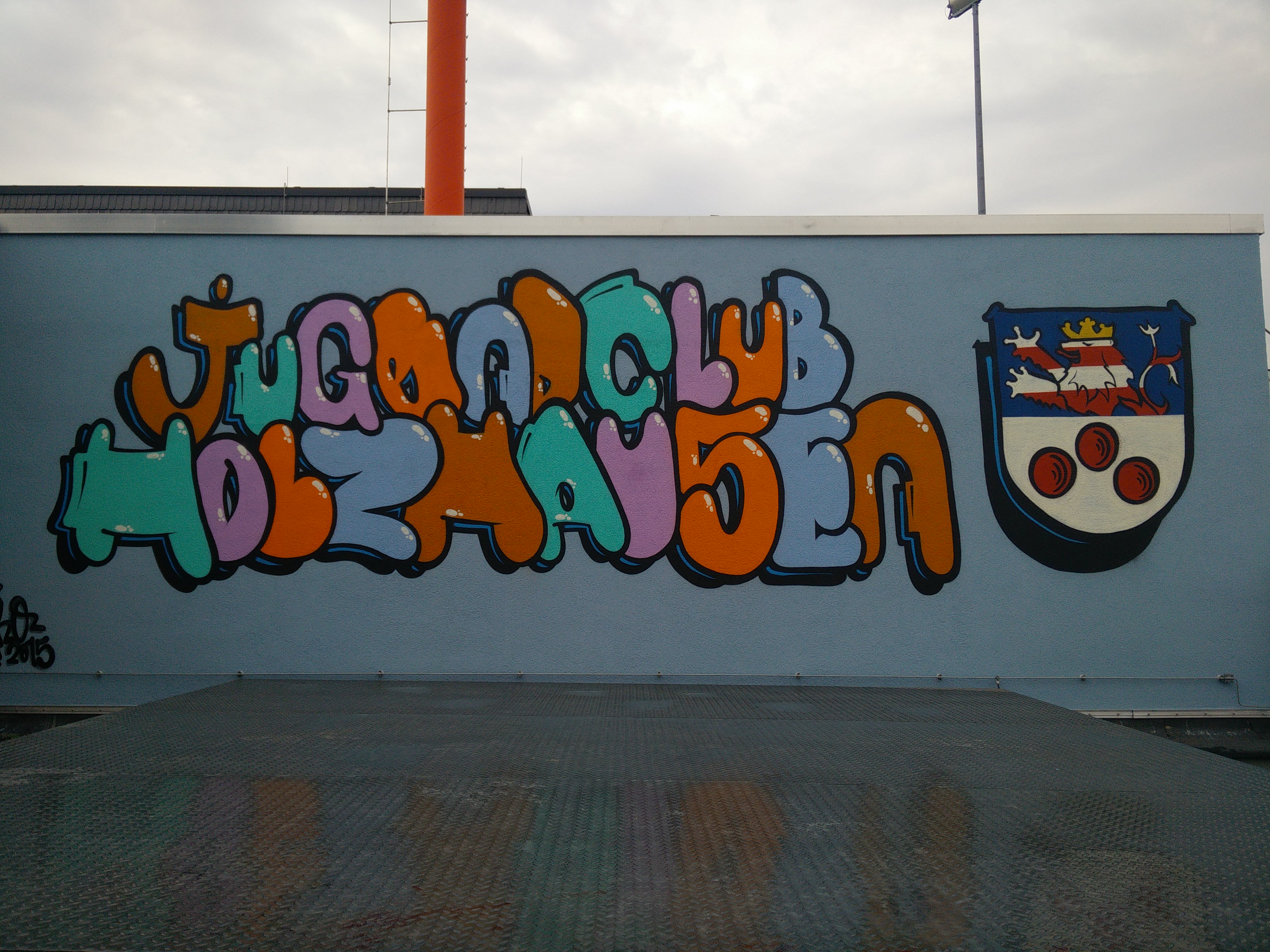
Graffiti am Jugendclub in Holzhausen

Neben zahlreichen Rad- und Wanderstrecken im näheren Umkreis, betreibt der TV Hohenstein in Holzhausen mehrere Tennisplätze. Der TGSV Holzhausen spielt in der Kreisliga A Rheingau-Taunus Fußball und bietet dazu weitere Sportarten, wie Prellball, Badminton und Tanzen an. Außerdem gibt es eine Freiwillige Feuer- und Jugendfeuerwehr sowie einen von der Gemeinde geförderten Jugendclub.
In dem Baugebiet vor Hahn haben sich in den letzten zehn Jahren zahlreiche junge Familien angesiedelt, die aktiv zur Weiterentwicklung der dörflichen Gemeinschaft und des regen Vereinslebens beitragen.

## Wirtschaftsstruktur
Holzhausen, auch überwiegend von der Landwirtschaft geprägt, hatte einst reiche Obstbaumbestände.
Die Äpfel aus Holzhausen wurden bis Frankfurt verkauft.

## Söhne und Töchter des Ortes
- Christian Minor (1813–1892), Posthalter und Wirt in Singhofen, nassauischer Landtagsabgeordneter
- Klaus-Peter Willsch (* 1961), deutscher Politiker (CDU) und Bundestagsabgeordneter